# Katastrofa lotu Pakistan International Airlines 8303
Katastrofa lotu Pakistan International Airlines 8303 – wypadek lotniczy, do którego doszło 22 maja 2020 roku w Karaczi, w Pakistanie. Airbus A320-214 należący do Pakistan International Airlines rozbił się podczas drugiej próby podejścia do lądowania na lotnisku w Karaczi. Samolot runął na budynki mieszkalne, w dzielnicy Model Colony.

## Przebieg lotu
Airbus A320-214 wystartował z Lahaur o godzinie 13:05. Lot odbywał się bez zakłóceń. Gdy samolot znajdował się 15 km od lotniska w Karaczi, kontrola ruchu lotniczego zwróciła uwagę pilotom, że znajdują się na wysokości 3 km, podczas gdy lądujące samoloty w tym miejscu zwykle znajdują się na wysokości 2 km. Tym samym załoga podchodziła do lądowania ze zbyt wysokiego pułapu i ze zbyt dużą prędkością. Piloci zignorowali sugestię kontrolera lotów o przerwaniu lądowania i odejściu na drugi krąg. Gdy samolot lądował, z nieznanych powodów nie wysunęło się podwozie samolotu. Piloci Airbusa zorientowali się, dopiero gdy samolot uderzył silnikami o pas startowy. Załoga natychmiast poderwała samolot w górę. Piloci odeszli na drugi krąg i poinformowali kontrolę lotów o problemach z podwoziem. Airbus wzniósł się na wysokość 548 metrów. Piloci wykonali nawrót i byli gotowi do drugiej próby podejścia do lądowania, jednak silniki samolotu straciły moc na skutek uszkodzenia po zetknięciu z pasem startowym. Po chwili samolot przechylił się i runął na budynki w gęsto zabudowanej dzielnicy Model Colony. Katastrofa miała miejsce kilometr przed początkiem pasa startowego. Ostatnie słowa pilota brzmiały: Mayday! Mayday! Mayday! Pakistan 8303!.

## Ofiary katastrofy
Na pokładzie Airbusa znajdowało się 99 osób – 91 pasażerów i 8 członków załogi. Katastrofę przeżyło dwóch pasażerów. Jednym z ocalałych jest Zafar Masud – prezes Bank of Punjab. Wśród ofiar śmiertelnych znalazła się pakistańska modelka Zara Abid.
| Kraj              | Pasażerowie | Załoga | Razem |
| ----------------- | ----------- | ------ | ----- |
| Pakistan          | 90          | 8      | 98    |
| Stany Zjednoczone | 1           | -      | 1     |
| Razem             | 91          | 8      | 99    |

W wyniku katastrofy spośród osób znajdujących się w samolocie śmierć poniosło 97 osób - 89 pasażerów i 8 członków załogi, a przeżyły 2 osoby. Na ziemi poszkodowanych było osiem osób, przy czym jedna spośród nich (kilkunastoletnia dziewczynka) zmarła w wyniku poparzeń.

## Przyczyna katastrofy
Śledztwo prowadziła Pakistańska Dyrekcja Generalna Lotnictwa Cywilnego (PAIB). Dość szybko znaleziono obie czarne skrzynki rozbitej maszyny z miejsca katastrofy. Rejestratory zostały wysłane do analizy do laboratorium francuskiego Biura Badań Wypadków Lotniczych (BEA) w Paryżu we Francji.
Jak napisano w oficjalnym raporcie , główną przyczyną katastrofy były kardynalne błędy załogi lotu 8303:
- w momencie kiedy kontrola lotów zaalarmowała pilotów o tym lecą za wysoko, piloci zignorowali ostrzeżenie. Kontroler zaproponował odejście na drugi krąg ale jego propozycję odrzucono.
- chcąc bardzo szybko się zniżyć piloci uruchomili hamulec aerodynamiczny, najpewniej nie przewidując konsekwencji - wytrącania wysokości w bardzo krótkim czasie. 
- gdy samolot zetknął silnikami z pasem startowym zamiast pozwolić by samolot się zatrzymał, załoga podniosła dziób, ale przez kontakt z pasem startowym silniki zostały uszkodzone - wyciekało paliwo i płyn hydrauliczny. Piloci - nie do końca świadomi zagrożenia - chcieli zatoczyć krąg i wylądować, jednak podczas manewru płyny wyciekły z silników powodując ich zgaszenie.
- ponieważ silniki zgasły w chwili gdy airbus był na małej wysokości, załoga nie miała szans na bezpieczne wylądowanie. Tym bardziej że w momencie awarii samolot miał nos lekko podniesiony ku górze, co wytracało siłą nośną.
- po analizie rejestratora rozmów odkryto że piloci w ostatniej fazie lotu byli nieprzygotowani, zamiast skupiać się nad sprawdzeniem samolotu przed lądowaniem, rozmawiali ze sobą m.in. o pandemii Covid 19 (katastrofa miała miejsce kilka dni po złagodzeniu obostrzeń pandemicznych). Słabe doświadczenie pilotów i pandemia też mogły spowodować dezorientację załogi. 
Katastrofa nadszarpnęła opinię linii Pakistan International i poruszyła kwestię bezpieczeństwa lotniczego w Pakistanie. Wcześniej z powodu naruszeń przepisów bezpieczeństwa linie PIA zostały wpisane na "czarną listę" linii UE (tz. otrzymały zakaz wykonywania lotów do państw wspólnoty europejskiej).